# Ethel Smith (organist)
Ethel Smith, född 22 november 1902, död 10 maj 1996, var en amerikansk organist. Hon spelade företrädesvis pop på Hammondorgel.